# Cadillac SRX
L'SRX è un crossover SUV mid-size prodotto dalla Cadillac dal 2004 al 2016. L'SRX è stato il modello Cadillac più venduto negli Stati Uniti nel 2010 e nel 2011.

## La prima serie: 2004-2009
I motori disponibili per questa serie di SRX erano il V6 LY7 HFV6 da 3,6 L di cilindrata e 255 CV di potenza, ed il V8 LH2 Northstar da 4,6 L e 325 CV. Il propulsore era montato anteriormente. Questa serie era basata sul pianale Sigma GMT265 della General Motors. I cambi offerti erano due, entrambi automatici; uno era a sei rapporti (il modello di cambio dipendeva dal tipo di motore installato), mentre l'altro era il 5L40-E a cinque velocità. La trazione era posteriore ed erano disponibili, su richiesta, le quattro ruote motrici.
Per entrambe le motorizzazioni erano disponibili gli airbag laterali e gli interni in pelle. Erano disponibili di serie sugli esemplari con motore V8, ma erano offerti come optional sui modelli con propulsore V6, i sedili anteriori riscaldabili e gli inserti in legno per gli interni. Il lettore DVD, il tettuccio panoramico, il navigatore satellitare e la terza fila di sedili abbattibile elettricamente erano disponibili come optional su entrambe le motorizzazioni.
L'SRX fu compreso nella lista dei cinque migliori SUV di lusso della rivista Car and Driver nel 2004, 2005 e 2006, e fu nominato SUV dell'anno del Nordamerica nel 2004.
Nel 2007 fu offerto come optional il pacchetto sport. La prima serie di SRX non ebbe mai le prestazioni delle Cadillac V-Series.
La prima generazione fu prodotta negli Stati Uniti fino al 2009 e in Russia fino al 2010. Nel primo caso venne assemblata a Lansing, nel secondo a Kaliningrad.

## La seconda serie: 2010-2016
Per il model year 2010 la Cadillac ha lanciato la nuova serie dell'SRX. Basata sulla concept car Provoq, questa nuova generazione del modello è costruita sulla piattaforma Theta Premium GMT267, che a sua volta condivide componenti con il pianale Theta e con la piattaforma Epsilon II. Il motore V8, già disponibile per la serie precedente, è stato tolto dall'offerta. La trazione era posteriore o integrale, a seconda della richiesta. La produzione di questa serie di SRX iniziò nell'estate del 2009 per il model year 2010.
La nuova serie di SRX è stata presentata al pubblico nel gennaio 2009. La scelta è tra due motori, il V6 LF1 HFV6 ad iniezione da 3 L di cilindrata ed il V6 LP9 HFV6 da 2,8 L sovralimentato.
Nel gennaio 2011, la General Motors ha tolto dall'offerta il propulsore da 2,8 L a causa dei bassi volumi di vendita. Infatti, solo meno del 10% dei clienti ha optato, nell'anno precedente, per gli esemplari con motore sovralimentato. Nel 2011, il solo motore disponibile è stato quindi il V6 da 3 L. Nel 2012 è stato aggiunto all'offerta il propulsore LFX V6 da 3,6 L, che ha preso il posto del motore sovralimentato.
Nel maggio 2010, la General Motors ha richiamato 550 esemplari di SRX con motore sovralimentato, prodotti nello stesso anno, per possibili guasti al propulsore in caso di guida particolarmente aggressiva.
Questa generazione di SRX è assemblata a Ramos Arizpe, in Messico.

### Motori e cambi
| Anni      | Motore          | Potenza, coppia @ RPM           | Cambio                                      |
| --------- | --------------- | ------------------------------- | ------------------------------------------- |
| 2010–2016 | 3,0 L, V6       | 265 CV @ 6.950, 302 N•m @ 5.100 | Hydra-Matic 6T70 automatico a sei rapporti  |
| 2010      | 2,8 L, Turbo V6 | 300 CV@ 5500, 302 N•m @ 1.850   | Aisin Warner AF40 automatico a sei rapporti |
| 2012–2016 | 3,6 L, V6       | 308 CV, 353 N•m                 | Hydra-Matic 6T70 automatico a sei rapporti  |